# Рисовая бумага

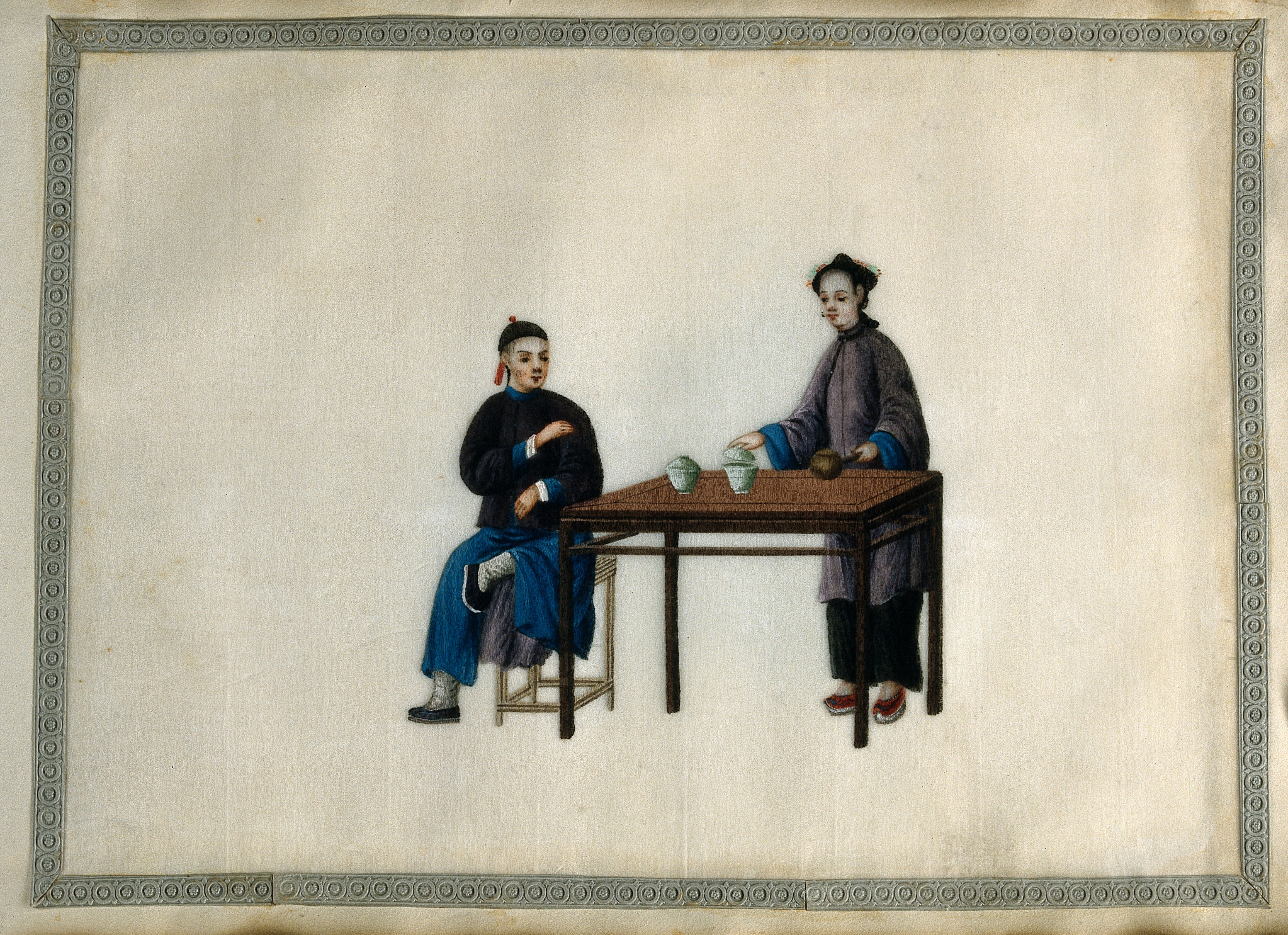
Акварельный рисунок на рисовой бумаге

Ри́совая бума́га — высокосортная, тонкая, рыхлая, с шероховатой поверхностью (похожа на промокательную) бумага белого цвета. Получила своё название, очевидно, по исходному продукту для её изготовления — рисовой соломе. В России применялась во второй половине XIX — начале XX века для печати роскошных изданий, а также использовалась в качестве прокладки между иллюстрациями в особо художественных изданиях.